# Kishöflány
Kishöflány (németül Kleinhöflein im Burgenland, horvátul Mala Holovajna) Kismarton településrésze  Ausztriában, Burgenland tartományban.

## Története
Területe ősidők óta lakott. A templomhegy lábánál kőkorszaki település nyomaira bukkantak. A mai települést 1380-ban "Clanhewlin" alakban említik először, de birtokként "Hublen" néven már 1324-ben is szerepel. 1382-ben "Kysheflin", 1405-ben "Chlain Hoeflein", 1580-ban "Khlain Höflein", 1641-ben "Minor Hefflan", 1651-ben "Klain Hefflein" néven szerepel a korabeli forrásokban.
Plébániája 1464-ben már létezett, temploma 1528-ban épült. Anyakönyveit 1710-óta vezetik. A török 1529-ben, 1532-ben és 1683-ban pusztította. A 17. századtól az Esterházy család birtoka volt.
Vályi András szerint " Kis Höfflein. Német falu Sopron Várm. földes Ura H. Eszterházy Uraság, lakosai katolikusok, fekszik Kis Mártonhoz közel, Sopronhoz pedig 2 3/8 mértföldnyire, határja két nyomásbéli, leg inkább búzát, rozsot, árpát, zabot, pohánkát is terem, borai jó asztali borok, vagyon kőbányája is, réttye tsekélyes."
1910-ben 920, túlnyomórészt német (872 fő) lakosa volt. A trianoni békeszerződésig Sopron vármegye Kismartoni járásához tartozott. 1970-óta Kismartonhoz tartozik.

## Nevezetességei
- A dombtetőn álló Szent Vid plébániatemplom 15. századi eredetű, 1528-ban a főhajóval bővítették. Tornya 1700 körül épült. A templomot 1962-ben renoválták, 1975-ben rövidzárlat következtében tűz pusztította, melyben a bejárati rész és az orgona súlyosan megsérült. Főoltára a 18. század második felében készült, Nepomuki Szent János, Szent Péter és Pál apostolok faragott szobrai díszítik. A mennyezeten, stukkó-keretben Szent István és Szent László királyok képei láthatók.
- A községháza a 17. század második felében épült.
- A határában található embermagasságú "Kümmerlingstein" kőhöz legenda fűződik.